# Pseudoleptaleus yalaensis
Pseudoleptaleus yalaensis es una especie de coleóptero de la familia Anthicidae.

## Distribución geográfica
Habita en Sri Lanka.